# Xipete
Xipete (in greco antico: Ξυπέτη?, Xypéte) era un demo dell'Attica situato a sud-est di Atene, tra il santuario di Eracle al Pireo e il Falero, presso la moderna Kallithea-Moschato. Era chiamato anche "Troia" dal momento che Teucro da qui partì per fondare una colonia in Frigia.

## Descrizione
Insieme al Pireo, al Falero e a Timetade formava il τετράκωμοι (tetrákomoi), una comunità che aveva il tempio di Eracle in comune. Il demo aveva anche un santuario di Era e nel suo territorio si trovava il distretto di Echelide, dove sorgeva l'ippodromo cittadino.
Secondo Fanodemo, Teucro era l'arconte di Xipete prima di guidare la colonizzazione.